# Pecadora
Pecadora é uma telenovela venezuelana-americano produzido pela Venevision e exibida entre 10 de agosto de 2009 e 18 de fevereiro de 2010, substituindo Alma indomable e sendo substituída por Sacrificio de mujer.
É um remake da telenovela Como en el cine, produzida em 2001.
A trama foi protagonizada por Litzy e Eduardo Capetillo e antagonizada por Marjorie de Sousa e Sergio Kleiner

## Sinopse
Luz Maria é uma bela mulher que precisa o destino tem para enganá-la mais jovem irmã Violeta em acreditar que não é.
Devido à pressão econômica sobre a vida familiar trabalhando secretamente em uma boate como dançarina e durante o dia se apresenta como um capital psicólogo de sucesso.
Essa mentira vai custar Luz María muito mais do que você imagina, especialmente quando se trata de encontrar o amor na pessoa de bonito de Bruno Alcocer.
Enquanto isso, Bruno é um empresário honesto que pensa que o amor não é apenas a mulher perfeita, mas também alguém que, por sua preparação acadêmica, pode ajudar a superar o trauma que ele causou em sua adolescência o desaparecimento de seu irmão gêmeo.

## Trama
Aos olhos do mundo, Luz María é um psicólogo de sucesso que tem o suficiente para cuidar de sua família e de pagar por uma educação de
internato de luxo para o seu dinheiro irmã mais nova. Na verdade , a vida Luz María como dançarina em uma boate ganha. Embora a psicologia estudou na faculdade, foi forçado a abandonar a escola por causa da morte de seu pai, e ela deixou a cargo de seus irmãos. Vergonha de admitir sua verdadeira ocupação, Luz Maria arranjou as coisas para enganar todo o mundo, mantendo um perfil baixo e mantendo alguns amigos próximos . Mas quando ela conhece Bruno, seu segredo se torna um fardo que ameaça destruir sua felicidade. Bruno, um empresário honesto, que pertence a uma família proeminente , acha que ele se apaixonou não só com a mulher perfeita, mas diferente do que , por causa de sua preparação acadêmica , pode ajudá-lo a lidar com o trauma gerado pelo desaparecimento de seu irmão gêmeo há muitos anos. O que sempre imaginar a surpresa vai receber em relação ao que a mulher ideal que ele acredita ter encontrado .
Samantha, ex- namorada de Bruno, ciumenta e amarga , porque ele rompeu o relacionamento quando ele conheceu Maria Luz, conspira com seu pai malicioso , Genaro , e a mãe de Bruno, Angela , que perdeu a fortuna que herdou de seu marido e quer ver de Bruno casado com Samantha para fazer todos os esforços para separar Luz Maria e Bruno . Após a apresentação de Maria Luz inúmeras humilhações , eles conseguem descobrir seu verdadeiro trabalho , e da crueldade que revelar o segredo de Bruno, então seu som enganosa e pecaminoso.
A partir desse momento , Luz María deve lutar a batalha mais difícil de sua vida : convencer a Bruno que não é a sorte da calculadora como ele pensa que é , e que seu amor é verdadeiro . Para complicar ainda mais as coisas , o irmão gêmeo de Bruno, que todo mundo acha que está morto, aparece na vida de Luz María como um cliente na boate , e se apaixona por ela. Bernardo, que não se lembra de seu passado ou seu nome verdadeiro , só que ela conhece e ama como "Little Light" da bailarina . O show acaba sendo mais sobre Samantha Light. Samantha mata semi- acidentalmente uma mulher que carrega uma grande
oportunidade para tentar se livrar do corpo , o que cria muitos problemas para Lucesita e Bruno .
Ao final Samantha aceita sua mãe apenas como acaba sendo um dançarino como Lucesita e Bruno perde porque Genaro teve um ataque cardíaco e morre. De Bruno e Luz Maria se casam e são felizes para sempre

## Elenco
- Litzy - Luz María Mendoza "Lucecita"
- Eduardo Capetillo - Bruno Alcocer / Bernnie Alcocer
- Marjorie de Sousa - Samantha Savater
- Daniel Elbitar - Ricardo "Ricky" Pérez
- Maritza Bustamante - Bárbara "Barbie" Rivas
- Paulo César Quevedo - El Mechas / Adalberto
- Lina Santos - Muñeca / Fernanda
- Ariel López Padilla - Gregorio
- Roberto Vander - Cayetano
- Sergio Kleiner - Don Genaro Savater
- Susana Pérez - Angela Vda. de Alcocer
- Héctor Soberón - Carlos
- Liannet Borrego - Reyna
- Paloma Marquez - Dulce
- Karina Mora - Genoveva Anderson †
- Julio Capote  - Eladio
- Juan Troya -   Inspector Tulio Hernandez
- Julieta Rosen - Ámbar
- Carlos Yustis - Pancho
- Rafael Mercadente - Andres
- Silvana Arias - Violeta
- Brenda Requier - Romina
- Jessica Cerezo - Rosy